# Menars
Menars település Franciaországban, Loir-et-Cher megyében. Lakosainak száma 620 fő (2022. január 1.). Menars Cour-sur-Loire, Saint-Claude-de-Diray, Saint-Denis-sur-Loire és Villerbon községekkel határos.

## Népesség
A település népességének változása:
| Lakosok száma | 431  | 550  | 551  | 601  | 615  | 633  | 626  | 630  | 630  | 620  |
|               | 1968 | 1982 | 1990 | 2006 | 2013 | 2015 | 2017 | 2019 | 2020 | 2022 |